# Зайково (Пермский край)
Зайково — деревня в Пермском районе Пермского края. Входит в состав Кукуштанского сельского поселения.

## География
Расположена примерно в 1 км к северу от административного центра поселения, посёлка Кукуштан. Расстояние до железнодорожной станции Кукуштан составляет 2,2 км.

## Население
| 2010 |
| ---- |
| 47   |

## Топографические карты
- Лист карты O-40-90 Кунгур. Масштаб: 1 : 100 000. Состояние местности на 1988 год. Издание 1990 г.